# Windows Live Messenger
Windows Live Messenger (anteriormente MSN Messenger o simplemente Messenger) fue un programa de mensajería instantánea creado por Microsoft y diseñado para funcionar en PC con Microsoft Windows, dispositivos móviles con Windows Phone, iOS y Android, entre otros. Este cliente de mensajería instantánea formó parte del antiguo conjunto de servicios en línea denominado Windows Live desde 2005 hasta 2012, aunque conservó su denominación. Hasta su desaparición formó parte del paquete de software Windows Essentials (anteriormente Windows Live Essentials). Se conectaba al servicio de red Microsoft Messenger service.
Fue publicado originalmente como Windows Messenger el 22 de julio de 1999, luego renombrado como MSN Messenger y posteriormente como Windows Live Messenger el 13 de diciembre de 2005. Este servicio de Microsoft atraía a más de 330 millones de usuarios activos cada mes.
La transición a Skype comenzó el 15 de abril de 2013, cuando el cliente de computadoras de Windows Live Messenger, aún pudiendo acceder al servicio, era instado a instalar Skype. El principal punto de esta transición tuvo lugar el 1 de mayo de 2013, cuando ningún usuario podía ya acceder al servicio a través de un ordenador. No obstante, el servicio siguió activo para otras plataformas, permitiendo a los clientes de Windows Phone, la aplicación de la interfaz Metro de Windows 8 y aplicaciones de terceros, conectarse a él. Finalmente, se anuncia que para octubre de 2013, Microsoft deje de soportar el protocolo XMPP, imposibilitando a las aplicaciones que usen el método de inicio de sesión de Windows Live Messenger conectarse al servicio. Después de esto, el 31 de octubre de 2014, el protocolo MSNP dejó de funcionar, lo que tiene como resultado el final de Windows Live Messenger, completando así la transición.

## Características
Además de sus funciones básicas y sus características generales como cliente de mensajería instantánea, Windows Live Messenger ofrecía las siguientes opciones:

### Mensajes sin conexión
Cuando el usuario se encontraba desconectado a internet podía enviar mensajes a otros, aunque estos no eran recibidos de forma instantánea por el receptor hasta que el emisor volviera a estar conectado. Y cuando el receptor tenía cerrada su sesión en Windows Live Messenger, los mensajes que otros usuarios le enviasen serían recibidos la próxima vez que iniciara sesión.

### Videojuegos y aplicaciones
Existían varios videojuegos y aplicaciones disponibles en Windows Live Messenger para que pudieran ser accedidas a través de la ventana de conversación: haciendo clic en el icono de videojuegos y después enviando un desafío al contacto para comenzar una partida, o también iniciando una aplicación externa de manera compartida.

### Carpetas compartidas
En sus inicios, Windows Live Messenger ofrecía una característica que permitía "compartir carpetas" como alternativa para el método de transferencia directa de archivos en las ventanas de conversación. Cuando un usuario deseaba entregar un archivo a otra persona en su lista de contactos, aparecía la ventana "carpeta compartida", que representaba a todos los elementos anteriormente compartidos, esto también se consultaba vía Mi Pc en el escritorio.
Cuando los archivos se agregaban a la "carpeta compartida" para esa persona en particular, el archivo se transfería automáticamente al equipo del usuario correspondiente cuando estuviese conectado y en línea. Asimismo, si un usuario eliminaba un archivo, dicho archivo también se eliminaba de la carpeta compartida del equipo del otro usuario.
Para minimizar el riesgo de transferencias de infecciones por virus, la característica de "carpetas compartidas" incluía un pequeño escáner antivirus. La característica de "carpetas compartidas" solo podía utilizarse en equipos cuyos discos duros usaran el formato de archivos NTFS.
La función de carpetas compartidas fue suprimida en la última versión de Windows Live Messenger (2009) y reemplazada por el servicio SkyDrive.

### Archivo de detección
Las personas podían establecer su propio programa antivirus de PC para examinar todos los archivos que reciben a través de mensajería instantánea y compartir archivos utilizando la transferencia de archivos. Como alternativa, Windows Live OneCare Safety Scanner, un detector de virus en línea gratis de Microsoft, era un detector de virus bien integrado para su uso con Windows Live Messenger.
Como dispositivos adicionales, el usuario podía disponer de una cámara web, un micrófono y altavoces o auriculares. Las videollamadas en alta definición requerían una cámara web de alta definición. Es posible que las cámaras web de alta definición tuvieran otros requisitos del sistema.

## Plataforma de integración e interoperabilidad

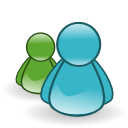
Icono usado en Vista

### Interoperabilidad
El 13 de octubre de 2005, Yahoo! y Microsoft anunciaron planes para introducir interoperabilidad entre sus dos redes de mensajería, creando la segunda red de mensajería instantánea en número de usuarios de todo el mundo: 40% de todos ellos. El anuncio se hizo después de años de éxito en interoperabilidad alcanzado por software de terceros (en particular, Trillian y Pidgin) y tras las críticas por parte de la compañía Google acerca de que los servicios de comunicaciones más importantes en tiempo real estaban bloqueando sus redes.
La interoperabilidad entre Yahoo! Messenger y Windows Live Messenger se inició el 12 de julio de 2006. Durante seis años, los usuarios de Yahoo! Messenger y Windows Live Messenger que posean software actualizado podrían comunicarse a través de ambas redes. Se admitía la mensajería instantánea, así como también el envío de emoticones, empujones, mensajes fuera de línea, información de presencia y mensajes de estado personal. El 14 de diciembre de 2012 finalizó la interoperabilidad. Esto permitía a los usuarios de ambas plataformas charlar entre sí sin necesidad de crear una cuenta en el otro servicio, siempre que ambos contactos utilizaran las versiones más recientes de los programas clientes. Si un usuario utilizaba un cliente ya obsoleto o de terceros, aparecía sin conexión ante los usuarios de la otra red.
La interoperabilidad con Facebook Chat se agregó el 30 de septiembre de 2010, con el lanzamiento de Windows Live Messenger 2011.

### Integración con Xbox
En la primavera de 2007, se añadió en la videoconsola Xbox 360 la compatibilidad con Windows Live Messenger, mediante una actualización publicada el 9 de mayo del mismo año. Extraoficialmente ésta se conoce como "Windows Live Messenger 360".
Aquellos que utilizaban Windows Live Messenger eran capaces de ver los Gamertags de sus amigos que habían iniciado sesión en Xbox Live, incluyendo el videojuego que estaban jugando. Los usuarios de Xbox 360 podían chatear mientras jugaban (o mientras veían una película). Aunque solo se podían enviar mensajes de texto, Microsoft anunció que las funciones de voz y vídeo podían incorporarse en una futura actualización. Se añadió soporte para cuentas vigiladas mediante control parental en diciembre de 2007.
Para coincidir con la llegada de la integración de Windows Live Messenger con Xbox Live, Microsoft publicó un nuevo accesorio de teclado para la Xbox 360 (Xbox 360 Chatpad) que hacía más fácil la escritura de texto. Dicho dispositivo de teclado se conectaba al control de la Xbox 360 a través del conector de auriculares y ofrecía una distribución de teclas estilo QWERTY con 47 teclas retroiluminadas, aunque cualquier teclado USB funcionaba igualmente en una consola Xbox 360.

## Protocolo
Windows Live Messenger utilizaba el Microsoft Notification Protocol (MSNP) sobre TCP (y, opcionalmente, sobre HTTP) para hacer frente a servidores proxy para conectarse a .NET Messenger Service — ofrecía un servicio en el puerto 1863 de "messenger.hotmail.com". La última versión fue la 15 (MSNP15), utilizado por Windows Live Messenger y otros clientes de terceros. MSNP15 presentaba un mecanismo de autenticación diferentes.
El Protocolo no era completamente secreto; Microsoft había revelado la versión 2 (MSNP2) a los desarrolladores en 1999 en un borrador de Internet, pero nunca publicó versiones 8 o superiores al público. Los servidores de .NET Messenger Service, solo aceptaban versiones de Protocolo de 8 y superior, por lo que solo se conocía la sintaxis de nuevos comandos enviados desde versiones 8 y superior mediante el uso de detectores de paquetes como Wireshark.

## Iniciativa "i’m"
La iniciativa i’m es un programa de Microsoft lanzado en marzo de 2007, que conectaba al usuario con diez organizaciones dedicadas a causas sociales a través de Windows Live Messenger, solo para las conversaciones enviadas o recibidas en los Estados Unidos y Australia. Cada vez que alguien mantenía una conversación usando i'm, Microsoft Corp. compartía una parte de los ingresos de publicidad del programa con la organización de la elección del usuario. No había tope definido en la cantidad donada a cada organización y tampoco había fecha de finalización para el programa.

## MSN Messenger for Mac
Microsoft Messenger for Mac fue el cliente oficial del software de mensajería instantánea para la red de Windows Live Messenger con soporte para el sistema operativo Mac OS X. Fue desarrollado y publicado por la división de Microsoft, Macintosh Business Unit (Unidad de Negocios Macintosh o MacBU). Competía con sus contrapartes Adium, aMSN y Mercury Messenger. A diferencia las versiones para Windows, carecían de características no implementadas (como videollamada), lo cual era blanco de críticas por no implantar estas funcionalidades en la plataforma Mac. Sin embargo, decidieron implantar finalmente la función de videoconferencia en su última versión de Messenger versión 8.0

### Versiones
MSN Messenger for Mac inició en Mac OS 9 como el primer cliente oficial de .Net Passport. A partir de la versión 3.0 MSN Messenger para Mac adoptó la apariencia Aqua, clásico de Mac OS X.
- Versión 2.5.1 es una actualización a la 2.5.
- Versión 3.5 para Mac OS X 10.2.8 y anteriores.
- Versión 4.0.1 para Mac OS X 10.2.8 y posteriores.
- Versión 5.1.1 para Mac OS X 10.3 y posteriores.
- Versión 6.0.3 para Mac OS X 10.3.9 y posteriores (a Partir de esta versión es llamado Microsoft Messenger para Mac).
- Versión 7.0.0 para Mac OS X 10.4.9 o posterior fue publicado en 29 de abril de 2008.
- Versión 7.0.1 para Mac OS X 10.4 o posteriores incluye arreglos menores.
- Versión 7.0.2 para Mac OS X 10.4 o posteriores incluye arreglos en el sistema corporativo.
- Versión Beta 8.0.0 para Mac OS X 10.5.6 o posteriores incluye Videoconferencias entre el Windows Live Messenger y el cliente para Mac.
- Versión 8.0.0 para Mac OS X 10.5.6 o posteriores incluye videoconferencias estables.
- Versión 8.0.1 para Mac OS X 10.5.6 o posteriores incluye arreglos menores.

### Características
Messenger mantenía alguna de las más clásicas características de Windows Live Messenger como imágenes de usuario, emoticonos personalizados, envío de archivos, mensajes personales y "Lo que estoy escuchando". Pero se quedaba atrás en el sentido de que las conversaciones de audio y vídeo estaban solo disponibles para el servicio Corporativo (utilizando Live Communications Server), además de no tener características como las Nudges, Guiños, pizarrón, mensajería fuera de línea, juegos, entre otras.
En el blog de la MacBU se había mencionado el mes de diciembre de 2009 como fecha probable para el lanzamiento de una versión preliminar con soporte a conferencias de audio y vídeo para el servicio Personal. Sin embargo, el lanzamiento de dicho Beta se retrasó hasta marzo de 2010.

## Historia

### MSN Messenger
Antes de que el producto fuera renombrado Windows Live Messenger, se conocía como "MSN Messenger Service" desde 1999 a 2001 y "MSN Messenger" desde 2001 a 2005. Durante ese tiempo, Microsoft lanzó las siete versiones principales que siguen:
La primera versión de MSN Messenger Service, versión 1.0 (1.0.0863), salió el 22 de julio de 1999. Incluía solo características básicas, tales como mensajería de texto sin formato y una lista de contactos simplificada. Originalmente incluía soporte el acceso a red AIM de América Online. America Online intentó repetidas veces bloquear a Microsoft, hasta que finalmente se eliminó esta función, y no ha vuelto a aparecer en versiones posteriores del software. Desde entonces, el software solo ha permitido conexiones a su propio servicio, lo que requiere una cuenta de Windows Live ID para conectarse.
Microsoft lanzó la primera actualización importante, versión 2.0 (2.0.0083), el 16 de noviembre de 1999. Incluía un banner de publicidad rotatorio y la capacidad de personalizar la apariencia de la ventana de chat. Aparecía como una opción de instalación para Windows Me. Esta versión se actualizó al año siguiente con la versión gratuita 3.0 (3.0.0080) el 29 de mayo de 2000. Incluía transferencias de archivos de PC a PC y funciones de audio PC a teléfono con Net2Phone, uno de los primeros proveedores de VOIP.
Junto con el lanzamiento de Windows XP vino la versión 4.6 de MSN Messenger, el 23 de octubre de 2001. Incluía cambios importantes en la interfaz de usuario, la función de grupo de contactos, y soportaba las conversaciones de voz. En esta versión el software de cliente se renombró de "MSN Messenger Service" a "MSN Messenger," mientras que el servicio subyacente pasó a denominarse ".NET Messenger Service". El nombre se ha mantenido desde entonces. Esta versión solo era compatible con 95, 98, Me, NT 4.0, y 2000 porque Microsoft ofrecía un nuevo programa de serie para Windows XP llamado Windows Messenger que originalmente pretendía sustituir el MSN Messenger en Windows XP.
Esa estrategia cambió cuando salió la versión 5.0 de MSN Messenger el 24 de octubre de 2002. Esta era la primera versión que permitía su instalación junto con Windows Messenger en Windows XP. Incluía UPnP (Universal Plug and Play) en transferencias de archivos, pequeños cambios en las ilustraciones de la interfaz de usuario y una interfaz de Windows Media Player Plug-in.
La versión 6.0 de MSN Messenger salió el 17 de julio de 2003. MSN Messenger 6.0 constituía una revisión importante de la plataforma completa, actualizando su interfaz simple basada en texto para incluir elementos personalizables, como emoticonos, avatares personalizados y antecedentes. Una actualización, la versión 6.1, se centró en mejorar la ventana de conversación, permitiendo al usuario ocultar el marco de la ventana y la barra de menús y también cambiar el color del tema. Este podía establecerse de forma diferente para cada usuario. Otra actualización, la versión 6.2, fue lanzada el 22 de abril de 2004, y resultó ser la última versión de la serie de MSN Messenger 6. Los cambios más notables eran un grupo dedicado a los contactos móviles, un solucionador de problemas de conexión y el sitio de inicio. Esta función se rebautizó como diversión y juegos.
MSN Messenger recibió una importante actualización con la versión 7.0 el 7 de abril de 2005. Esta versión aportó los guiños, características que estaban previamente solo disponible en threedegrees. Esta versión también anunciaba artículos en venta, imágenes animadas, emoticonos y antecedentes. También se actualizó el estilo de la ventana de la lista de contactos para que coincidiera con las ventanas de los mensajes instantáneos. Por otro lado, se introdujo la integración con Xbox Live. Esta es la última versión de MSN Messenger que se ejecuta en Windows 98 y Windows Millennium Edition. También introdujo la tinta digital y soporte al reconocimiento de la escritura.
La última versión de MSN Messenger antes del cambio de nombre, la versión 7.5, fue lanzada el 23 de agosto de 2005. Sus nuevas características incluían fondos dinámicos y el controlador de Protocolo "msnim", que permitía sitios Web para proporcionar enlaces que añadir a un contacto o iniciar conversaciones automáticamente. Además, una nueva característica de clips de voz permitía que los usuarios mantuvieran presionada la F2 y grabaran un mensaje de un máximo de quince segundos para después enviarlo al destinatario. La ventana para las conversaciones se cambió ligeramente con un botón de vídeo agregado. Esta versión también introdujo el instalador de Windows para su característica de actualización automática. Todavía se puede ejecutar MSN Messenger 7.5 cambiando la configuración de compatibilidad a Windows 2000.

### Windows Live Messenger 8.0
Como parte del esfuerzo de Windows Live de Microsoft por mejorar se renombraron muchos servicios y programas de MSN existentes, MSN Messenger cambió a "Windows Live Messenger" comenzando con la versión 8.0.
La primera versión beta de la recién renombrada Windows Live Messenger, Beta 1, salió el de 13 de diciembre de 2005. Permaneció en línea y utilizable alrededor de un mes hasta que una característica de la actualización automática obligó a instalar la Beta 2. Conocidos errores dentro de esta versión incluyen la función de conversación sin conexión: aunque todavía anunciados en la barra amarilla en la parte superior del cuadro de conversación, era inútil para cualquier persona que no había recibido una invitación (es decir, descargado desde otro sitio). principales cambios y adiciones incluidos mensajería sin conexión, una opción para cambiar el tema del color de las ventanas, separan cuadros de envío y búsqueda, un cuadro de búsqueda de palabra rueda en la ventana principal, y detalles adicionales para los contactos.
La segunda beta de la versión 8.0, Beta 2, salió el 26 de febrero de 2006. se mejoró el tema general de esta versión, fijación y mejora de varios lugares más pequeños en el programa. Esta versión ha quedado obsoleta, obligando a los usuarios para actualizar el programa. Grandes cambios y adiciones incluyen la introducción de Windows Live Contactos, la reintroducción de transferencia de archivos, mejoras en el cuadro de diálogo "Agregar un contacto", mejorado temas, cambios menores en la ventana de conversación, color y volver el icono de estado de "Ocupado" al icono de guion normal.
La versión beta final, Beta 3, fue lanzado el 2 de mayo de 2006, fue casi idéntica a la final. los principales cambios y adiciones incluidas nuevos iconos para el programa, PC-a-teléfono, una mirada actualizada para la ventana de Windows Live Call, una nueva imagen de pantalla de predeterminado, la ventana de Windows Live hoy, mejoras en la agrupación de mensajes secuenciales de cada contacto, integración de Rhapsody en Estados Unidos y una opción para ser editado o desactivado.
El lanzamiento final y oficial de la versión de Windows Live Messenger 8.0 fue el de 19 de junio de 2006. Aunque cambios notables no se realizaron entre la Beta 3 y la versión final, el cambio de MSN Messenger a Windows Live Messenger trajo algunos cambios adicionales, tales como el Estado "en el teléfono" desde la versión anterior fue renombrada a "En una llamada" debido a la adición de Windows Live Call, personalización para los apodos de contactos individuales, marcas de hora en los mensajes, la capacidad para ver el nombre de un contacto solo una vez si la misma persona escribe varios mensajes en una fila y esquemas de color para toda la aplicación. También cuando oficialmente se lanzó Windows Live Messenger, el sistema de mensajes, Microsoft Passport Network, fue reemplazado por Windows Live ID.
Para trabajo colaborativo, existía una capacidad llamada carpetas compartidas entre contactos (usando tecnología de la entonces recién comprada empresa FolderShare), de subir y enlazar a ciertos archivos incluso cuando la otra parte este desconectada, estas carpetas eran visibles desde Mi PC y se gestionaban desde allí.
Una actualización, con la etiqueta de la actualización a la versión 8.0, publicada el 10 de agosto de 2006. Incluye mejoras de audio y vídeo y corrección de errores menores.

### Windows Live Messenger 8.1
La primera actualización a Windows Live Messenger fue el 30 de octubre de 2006, con el lanzamiento de la Beta 1 de la versión 8.1. Se hizo sin grandes cambios, pero se incluyeron varios cambios menores. Los cambios y adiciones incluyen la adición de la característica de identidad móvil (para que mostrar de un usuario nombre e imagen aparecerá en cualquier equipo), una nueva apariencia de tarjeta de contacto, una lista de "recientemente utilizado" para el emoticón, guiño, foto de visualización y menús de fondo, un libro de teléfono SMS en el menú principal que permite la asociación y la edición de un número de teléfono del contacto y el texto que permite mensajería a un contacto, un botón de "salir" del menú de Estado, una opción de "denunciar los abusos" en el menú de ayuda, la posibilidad de charlar con los usuarios de Yahoo introducidos con 8.1 y mejoras a condición de usuario en Windows Vista, por lo que Windows Live Messenger cambia automáticamente a "Ocupado" en el modo de presentación.
Una actualización menor, el Windows Live Messenger 8.1 Beta 1, se publicó el 13 de diciembre de 2006, fueron errores corregidos que estaban causando algunas personas que no podían firmar y otros que no se podían ver su lista de contacto. La versión final 8.1 fue lanzado el 29 de enero de 2007. Se realizaron sin cambios desde el beta 1. Todas las versiones de Windows Live Messenger por debajo de versión 8.1 fueron obsoletas el 12 de septiembre de 2007, debido a un problema de seguridad identificado cuando un usuario acepta una invitación de webcam o un vídeo de un atacante.

### Windows Live Messenger 8.5
Grandes cambios y adiciones en la Beta1 incluyen un programa de instalación nuevo junto con el lanzamiento de Windows Live 2.0, una nueva apariencia para todas sus ventanas que coincide con los estilos estéticos de Windows Vista, un nuevo emoticon "bunny", y actualizaciones de integración con Windows Live OneCare Family Safety. inicial con esta versión, podría ser descargado e instalado a través de Microsoft Update.
La segunda versión beta de Windows Live Messenger 8.5, Beta 2, salió de 5 de septiembre de 2007. varias cuestiones fueron fijo en la versión Beta 2, pero no se aplicaron cambios significativos. En comparación con la primera versión beta, la generación no dice "Beta" en la parte superior de la ventana, aunque los programadores habían señalado que no era la versión final. El nuevo Windows Live Installer, que se utiliza para instalar Windows Live Messenger 8.5 Beta 2, no se ejecuta en Windows Server 2003.
La versión final de la versión de Windows Live Messenger 8.5 fue publicada el 6 de noviembre de 2007, y no introdujo cambios importantes.

### Windows Live Messenger 2009 (14.0)
Windows Live Messenger 2009 fue designada originalmente versión 9.0, posteriormente fue asignado el número de versión técnica 14,0, a fin de unificar con los otros programas de Windows Live y programas de Microsoft Office
El 7 de enero de 2009, Microsoft publicó la versión oficial de este software (compilación 14.0.8050.1202), pero se volvió a actualizar a la misma versión el 12 de febrero (compilación 14.0.8064.206), debido probablemente a problemas técnicos. La versión 2009 contiene 50 novedades.
El 15 de diciembre de 2008, Windows Live Messenger 2009 RC (compilación 14.0.8050.1202) fue lanzado junto con las otras aplicaciones (Windows Live Wave 3), ahora rebautizadas como Windows Live Essentials. esta versión vio una eliminación del sonido de inicio de sesión personalizada cuentan sin embargo aún es posible seleccionar un sonido para otras personas, así como cambios en cómo la imagen de fondo elegida se aplica a las ventanas de conversación. Esta compilación también incluye más de 200 correcciones de errores incluyendo el "Custom Emoticon Bug" y guardar de imágenes cuando se utiliza función de uso compartido. El 7 de enero de 2009, la misma generación fue lanzada como la versión final de Windows Live Messenger 2009.
Algunos cambios significativos:
- Una nueva interfaz usuario adaptándose al diseño Windows Live Wave 3.
- Botones innecesarios fueron eliminados.
- Una de las novedades que se introdujo el nuevo Windows Live Messenger 2009 fue la instalación de "escenas" para decorar la interfaz del software.
- Las imágenes para mostrar fueron movidas a la parte izquierda de la conversación.
- Fondos personalizables que se mostrarán automáticamente a los demás contactos.
- Se eliminó la función "Carpeta de archivos compartidos".
- Una nueva categoría, Favoritos, donde se puede agregar a los amigos favoritos para que estén al principio de la lista y se pueda mostrar una descripción detallada de ellos.
- Nueva función de compartir fotos, que le permite compartir fotos más fácilmente con los contactos.
- Nueva función de "grupos", similar a salas de chat que creas con tus propios contactos.
- A partir de esta versión fue posible personalizar los sonidos para iniciar sesión y puedes personalizar sonidos de inicio sesión para cada contacto, pudiendo extraer desde el mismo programa partes de hasta 5 segundos de cualquier fichero de sonido.
- Permite inicio simultáneo de sesión en varios equipos.
- Permite utilizar imágenes .GIF animadas en la ventana de imagen personal.
- Convierte automáticamente en enlaces los URL introducidos en el campo de "mensaje personal".

Luego de un exitoso lanzamiento y la paulatina gran aceptación que tuvo entre los usuarios la nueva versión, después de unos meses, el 9 de noviembre, apareció una nueva compilación, la 14.0.8089.726, debido a un problema de seguridad aparecido en la compilación vigente y en las otras versiones anteriores del programa, razón por la cual se publicó una nueva compilación a modo de solución del problema y, a partir de ese día y por más de dos años (hasta 2012), en Windows XP, Vista y 7, solo la compilación 14.0.8089.726 o más reciente pudo iniciar sesión.

### Windows Live Messenger 2011 (15.0)
A inicios de diciembre de 2009 Microsoft liberó Windows Live Messenger 2010 Milestone 1, que fue descubierto gracias a unas imágenes filtradas en el sitio de noticias Neowin. Una de sus principales características es que, por ejemplo, la pantalla principal se divide en dos columnas, la izquierda dedicada a las novedades en las redes sociales y la derecha a la lista de contactos, y un área de publicidad de 300x250 pixeles, pero en el recién publicado Milestone 2 la publicidad se pasa al lado superior izquierdo con las mismas dimensiones que las de Windows Live Messenger 2009.
Otra de las características es que la afirmación de un mensaje personal ha cambiado de "Comparte un mensaje rápido" a "Comparte algo nuevo". Esto implica que el texto que se introduzca no solo un mensaje personal, sino también se envía a los sitios web sociales y es utilizado como tu mensaje de estado en ellos. Con respecto a las redes sociales hay varias corrientes de muestra, incluida las Novedades Feed. Se divide en una sección de "destacados" y una línea de tiempo "reciente". El diseño del menú de esta versión se asemeja al estilo de Microsoft Zune, en la esquina inferior derecha vemos: "Conectado a: Windows Live | Agregar.", donde usted puede agregar más redes de mensajería instantánea, o sino se puede usar para conectarse a redes sociales como Facebook o Twitter.
En la lista de contactos todavía están los mismos indicadores de estado, y la misma escena predeterminada, pero en general son menos los íconos y los indicadores con más texto, Por encima de la columna de los contactos hay filtros de contactos y el menú "agregar". Ahora las ventanas de conversación son con pestañas, lo que hace que cada siete conversaciones abiertas estén en una misma ventana.
Windows Live Essentials es un completo paquete de software gratuito para Windows que ofrece, Messenger, Movie Maker, Picture Gallery y Mail entre otros y que está orientado a las redes sociales, permitiendo a los usuarios interactuar directamente desde los programas de Microsoft.
Al igual que Internet Explorer 9 Beta, el paquete de Windows Live solo está disponible para Windows 7 y Vista, dejando otra vez afuera a Windows XP, el sistema operativo con mayor cuota de mercado del mundo en ese entonces.

### Windows Live Messenger 2012 (16.0)
El 7 de agosto de 2012, Microsoft entregó la suite Windows Essentials 2012, que incluye Windows Live Messenger 2012, última versión del servicio de mensajería instantánea antes de ser absorbido por Skype.

## Desaparición de Windows Live Messenger
Microsoft anunció el 7 de noviembre de 2012 que retiraría Windows Live Messenger y que su red se integraría en Skype en los meses siguientes. No obstante, Messenger continuó operando en China continental hasta el 31 de octubre de 2014, cuando a las 00:00 (hora local) los servidores de Windows Live Messenger se desconectaron de inmediato, dejando a los usuarios que le estuvieron dando un uso, sin servicio, y sus cuentas pasaron automáticamente a Skype. La transición de un servicio a otro se realizó de manera progresiva, al igual que el cambio de Hotmail a Outlook.com; es decir, las cuentas de los usuarios se enlazaron de la misma manera con Skype sin que se pudiera optar por cualquier otra opción de migración. Esta transición comenzó el 8 de abril de 2013, cerrando el servicio (excepto en China continental) el 1 de mayo y finalizando definitivamente entre octubre de 2013 y el 31 de octubre de 2014, cuando los protocolos XMPP y MSNP dejaran de funcionar, respectivamente.
La decisión de Microsoft fue una estrategia para apoyar a Skype. Entre todo lo que ofrecía el servicio de cliente de mensajería instantánea una vez integrados, se permitió ingresar a través de una cuenta de Facebook. Esto se debe también a que, en su última actualización (2012), Windows Live Messenger se volvió compatible con Facebook y SkyDrive. Además, se generó una versión para iOS.

## Windows Live Messenger en la actualidad

### Intentos y posterior reactivación de Windows Messenger
El primer intento de reactivar Windows Messenger fue en 2013, por parte de Jonathan Kay (trabajó en el desarrollo de Messenger). El programa de Kay instalaba o modificaba una versión ya instalada del producto para eliminar el bloqueo que obligaba a los usuarios a actualizar a Skype y de ser necesario redirigir al servidor; su procedimiento funcionó hasta que Microsoft cerró su último servicio Messenger en 2017. En ese mismo año, hubo otro intento por parte de Valtron, con un servidor alternativo llamado Escargot, que permite a los usuarios volver a utilizar determinadas versiones del software de mensajería (de 1.0 a 2009, pero en el futuro también versiones posteriores). Esto se logró mediante ingeniería inversa de la arquitectura de los servidores originales, para recrearlos y permitir nuevamente el uso de Messenger. Al año 2025 se puede usar desde el MSN versión 1.0 hasta el WLM 2009 (14.0), aunque la misma página recomienda usar las versiones más recientes. Además, Escargot tiene su foro oficial, Forums en el cual usuarios de Escargot discuten, y ponen sus correos electrónicos de contacto de Escargot para que la gente los agregue. Su foro oficial es NINA Archivado el 3 de diciembre de 2020 en Wayback Machine..